# HD 187038
HD 187038，又名BD+32 3558，SAO 68835、HR 7535，是一颗恒星，视星等为6.18，位于銀經68.1，銀緯3.99，其B1900.0坐标为赤經19h 42m 45.1s，赤緯+32° 3.99′ 35″。